# Сутаго
Сута́го (sutago) — група індіанського населення Колумбії.
Проживають в центральній частині країни, в департаментах Кундинамарка та Бояка. Швидко асимілюються іспаномовними колумбійцями.
Мова відноситься до сім'ї чибча.
Предки сутаго брали участь у створенні цивілізації чибча-муїсків.
Сучасні сутаго втратили племінну організацію та мало чим відрізняються від колумбійського креольсько-метиського сільського населення, серед якого вони живуть. Це не дає змоги точно підрахувати їхню чисельність.
Більшість сутаго — селяни, які займаються вирощуванням пшениці, ячменю та картоплі.